# کالانجیانوس
کالانجیانوس (به ایتالیایی: Calangianus) یک کومونه در ایتالیا است که در استان البیا تمپیو واقع شده‌است.

## خصوصیات
کالانجیانوس ۱۲۶٫۵ کیلومترمربع مساحت و ۴٬۳۳۷ نفر جمعیت دارد و ۵۱۸ متر بالاتر از سطح دریا واقع شده‌است.